# Potí d'Atenes
Potí (Potheinus, Ποθει̂νος) fou un escultor atenenc el nom del qual és preservat en una antiga inscripció a una estàtua d'un personatge de nom Nimfòdot (no identificat) que es trobava a la palestra d'Atenes. Segons la inscripció el mateix escultor es va dedicar l'estàtua, cosa que no era infreqüent.